# قرار مجلس الأمن التابع للأمم المتحدة رقم 1335
قرار مجلس الأمن التابع للأمم المتحدة 1335 ، الذي اعتمد بالإجماع في 12 يناير 2001، بعد الإشارة إلى القرارات السابقة بشأن كرواتيا، بما في ذلك القرارات 779 (1992)، 981 (1995)، 1088 (1996)، 1147 (1998)، 1222 (1999)، 1252 (1999)، 1285 (2000)، 1305 (2000)، أذن المجلس لبعثة الأمم المتحدة للمراقبة في بريفلاكا بمواصلة رصد عملية نزع السلاح في منطقة شبه جزيرة بريفلاكا في كرواتيا لمدة ستة أشهر حتى 15 يوليو 2001. ويعد هذا أول قرار يتبناه مجلس الأمن عام 2001.

## وصلات خارجية
- Text of the Resolution at undocs.org